# Matière condensée
Cet article court présente un sujet plus développé dans : Physique de la matière condensée.
La matière condensée est de la matière ordinaire dont les constituants (atomes ou molécules) sont suffisamment proches de leurs voisins pour que leurs cortèges électroniques interagissent en permanence, contrairement aux gaz et aux plasmas. On dit alors que la matière est dans un état condensé, mais il ne s'agit pas d'un unique état de la matière : les liquides et les solides (cristallisés ou amorphes) sont dans un état condensé.